# Sabiduría convencional

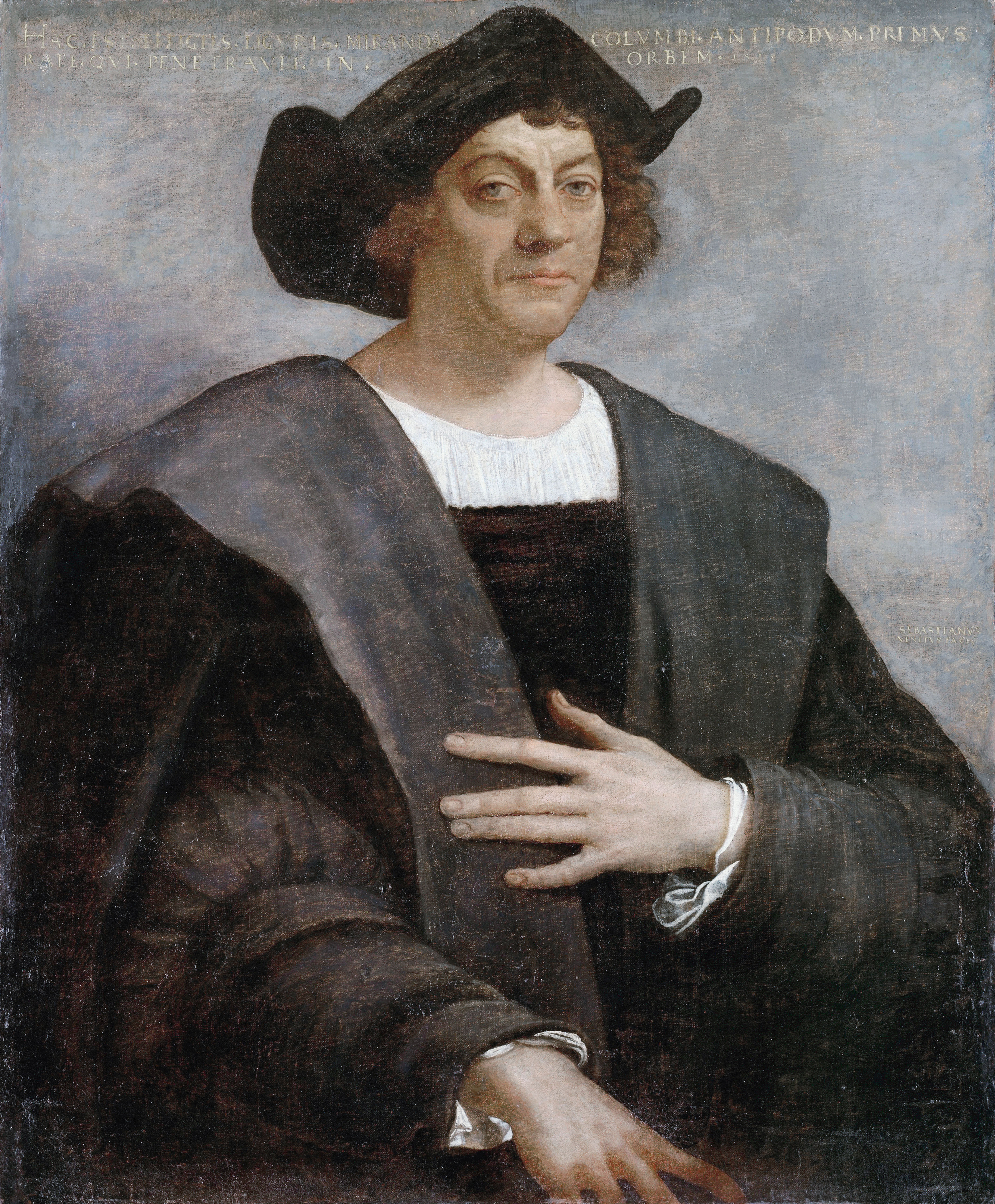
Imagen de época de Cristóbal Colón.

La sabiduría convencional (en inglés, Conventional wisdom) es un término creado por el economista John Kenneth Galbraith en su obra The Affluent Society (La sociedad opulenta) para describir algunas ideas o explicaciones generalmente aceptadas como verdaderas por el público, es decir, el conjunto de axiomas, conceptos y lemas que se consideraban indiscutibles en un momento determinado de la historia, aunque después se consideren falsos.
La sabiduría convencional no es necesariamente verdadera. Muchas leyendas urbanas, por ejemplo, son consideradas «sabiduría popular», a pesar de su evidente naturaleza imaginaria. Por eso, la sabiduría convencional es frecuentemente descrita como un obstáculo para la introducción de nuevas teorías o explicaciones. Es decir, a pesar de la existencia de datos en contra, actúa con una propiedad análoga a la inercia, un momento que se opone a la introducción de una creencia contraria, a veces hasta el absurdo de denegar la nueva información. En otras palabras:

El enemigo de la sabiduría convencional no son las ideas, sino el trascurso de los acontecimientos.
John Kenneth Galbraith, The Affluent Society (1958).

El concepto de sabiduría convencional es también aplicado al campo político y social, en el sentido peyorativo de afirmaciones repetidas y aceptadas que se alejan, sin embargo, de la realidad.
En un sentido más general, es aplicada a las verdades que casi nadie discute, igualándola a una cierta creencia oficial. Sin embargo, es habitual que aparezcan defensores de la hipótesis totalmente contraria a la verdad oficial, como el caso de las teorías de la conspiración de los alunizajes del Programa Apolo, a pesar de las pruebas irrefutables a favor de la presencia real de los astronautas en la Luna.